# Richard C. Snyder
Richard C. Snyder (21 août 1916 – 9 décembre 1997) est un politologue américain spécialisé en politique étrangère.

## Carrière
Richard C. Snyder sort diplômé de l'Union College en 1937 et obtient son doctorat en 1945 à l'Université de Columbia. Il obtient un poste dans le groupe de réflexion Council on Foreign Relations.
Richard C. Snyder enseigne les sciences politiques à l'Université de Princeton de 1946 à 1955, puis est nommé directeur du département des sciences politiques de l'Université Northwestern. De 1965 à 1970, Snyder est doyen et professeur d'administration et de sciences politiques à l'Université de Californie à Irvine et préside le panel de sciences politiques de la California Social Science Study Commission. Il est président de l'Association des études internationales (International Studies Association) de 1971 à 1972. Il termine sa carrière en qualité de directeur du Mershon Center de l'Université d'État de l'Ohio.

## Décès
Richard C. Snyder décède à Scottsdale, en Arizona.